# 布姆唐语
布姆唐语或邦唐语（bum thang kha）是一种东部藏语群语言，使用者人数约2万人，分布在布姆唐宗和周边的宗。范德里姆（Van Driem）1993年将布姆唐语描述为不丹中部的共通语。

## 相关语言
历史上，布姆唐语及其使用者曾和库尔托普语、努普比语和堪语使用者有过密切接触，它们都是临近的不丹中东部的东部藏语群语言，这些语言可能形成一个“布姆唐语群”。
布姆唐语与堪语(92%)、尼恩语 (75%–77%)和库尔托普语(70%–73%)有着很高的词汇相似性，与宗喀语(47%–52%)和仓洛语(40%–50%)则低得多。与印度达旺县和中国门巴族使用的达旺语很接近。

## 语法
布姆唐语是作通格配列型语言。作格不在每个及物主语上都应用，而是和这一地区内大部分其他语言一样，展现一些可选性，详细的讨论见Donohue & Donohue (2016)。:179–188
|      | 通格 | 通格 | 作格          | 作格          |
| 单数 | 复数 | 单数 | 复数          |               |
| ---- | ---- | ---- | ------------- | ------------- |
| 1    | ngat | nget | ngai (ngaile) | ngei (ngeile) |
| 2    | wet  | yin  | wi (wile)     | yinle         |
| 3    | khit | bot  | khi (khile)   | boi (boile)   |

## 书目
- van Driem, George. . Dzongkha Development Commission. 1995.
- van Driem, George. 2015. Synoptic grammar of the Bumthang language. Himalayan Linguistics. Open access （页面存档备份，存于）